# Premio Unesco Confucio de Alfabetización
Premio Unesco Confucio de Alfabetización es un premio internacional donde la Unesco busca apoyar las prácticas eficaces de alfabetización e incentivar el desarrollo de sociedades alfabetizadas y dinámicas.

## Acerca del premio
Anualmente la UNESCO rinde homenaje a la excelencia y la innovación en el área de la educación y alfabetización, por eso la UNESCO y los Premios Internacionales de Alfabetización buscan apoyar las prácticas eficaces de alfabetización e incentivar el desarrollo de sociedades alfabetizadas y dinámicas premiando proyectos educativos desarrollados por instituciones, organizaciones e individuos en todo el mundo.
Gracias a la participación activa del gobierno de la República Popular China, el Premio UNESCO Confucio fue creado en el 2005. El nombre de este premio honra la memoria del famoso pensador y maestro chino Confucio.
El Premio UNESCO Confucio de Alfabetización reconoce las actividades de particulares, gobiernos, organismos gubernamentales y ONG que se han destacado en la alfabetización de jóvenes y adultos sin estudios básicos finalizados, en particular de las niñas y las mujeres, que viven en zonas rurales.

## Premiación

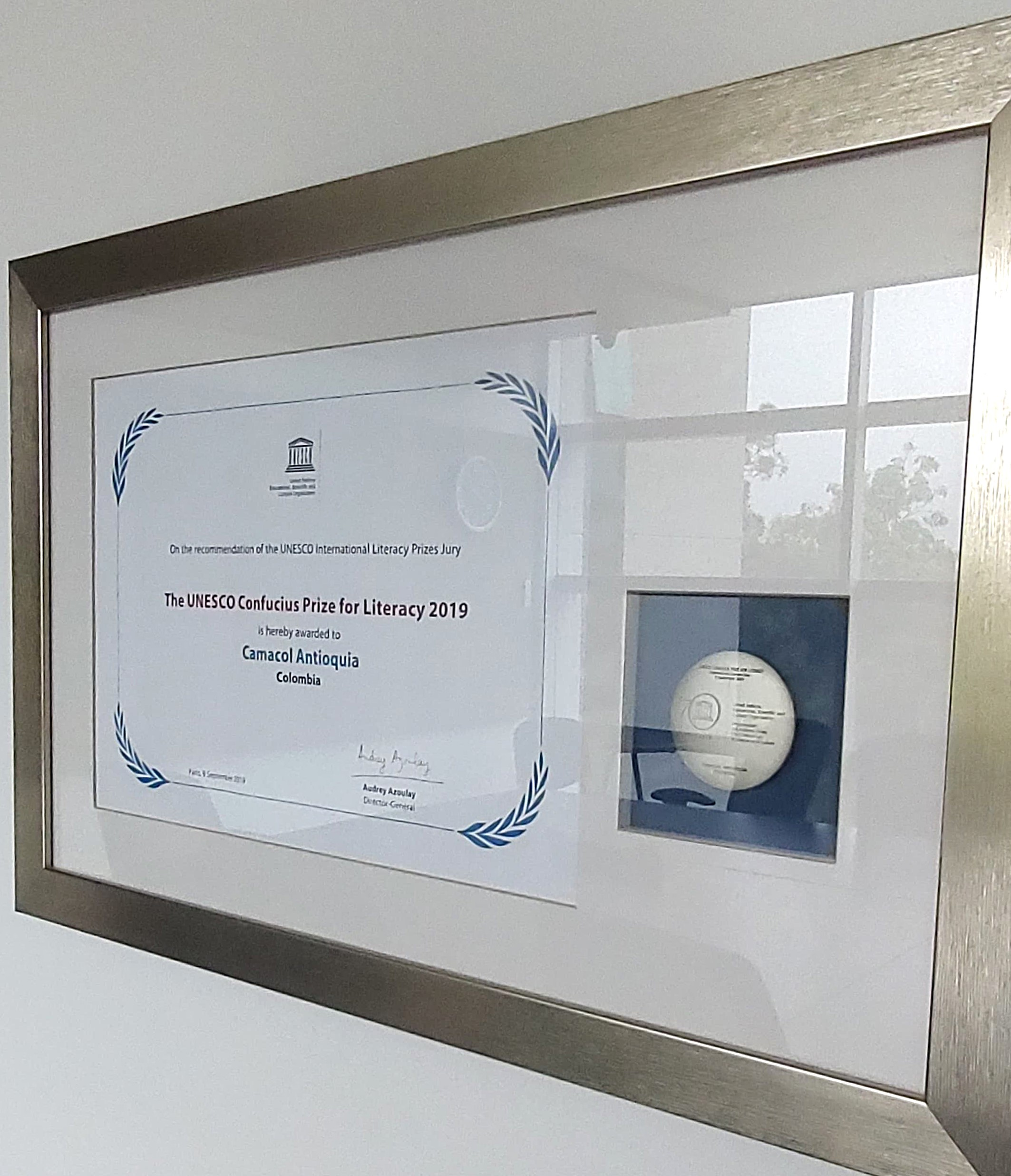
Diploma y medalla entregados a CAMACOL Antioquia en el año 2019

Cada uno de los ganadores recibe una suma de 20.000 dólares estadounidenses, una medalla y un diploma. Además, el Premio Confucio ofrece la posibilidad de realizar un viaje a China, a fin de estudiar sobre el terreno los proyectos de alfabetización que se llevan a cabo en ese país.

## Organización
Cada año, la UNESCO invita a los Estados miembros y las ONG internacionales que mantienen relaciones formales con la Organización a que presenten candidaturas a los Premios Internacionales de Alfabetización. La selección de los ganadores corre a cargo de un jurado internacional designado por la directora general de la UNESCO, que se reúne anualmente en la Sede de la Organización en París. Los premios suelen entregarse en la ceremonia oficial de conmemoración del Día Internacional de la Alfabetización (8 de septiembre).

## Ganadores
| Año  | Premiado                                                                                      | Proyecto | Nacionalidad                    |
| ---- | --------------------------------------------------------------------------------------------- | --- | ------------------------------- |
| 2019 | CAMACOL Antioquia                                                                             | Obras Escuela: Cero analfabetismo en el sector de la construcción                                                                   | Colombia                        |
| 2015 | Colegio Juan Luis Vives, Sonia Álvarez                                                        | Alfabetización de las personas privadas de libertad.[3]                                                                             | Chile                           |
| 2012 | Departamento de Educación Superior y Educación de Adultos                                     | Programa de educación no formal y continua                                                                                          | Bután                           |
| 2012 | Fundación Transformemos Directores María Aurora Carrillo Rodolfo Ardila                       | [istema Interactivo Transformemos Educando                                                                                          | Colombia                        |
| 2012 | Directorio de Erradicación del Analfabetismo                                                  | Programa de alfabetización y post alfabetización: Medios de empoderamiento e integración socioeconómica de las mujeres en Marruecos | Marruecos                       |
| 2011 | Collectif Alpha UJUVI                                                                         | Programa Literatura para la Coexistencia Pacífica de Comunidades y Buen Gobierno en el Norte Kivu                                   | República Democrática del Congo |
| 2011 | Room to Read                                                                                  | Programa Promoción de Igualdad de género y literatura a través de publicaciones locales en Lenguaje                                 | Estados Unidos                  |
| 2011 | Dr Allah Bakhsh Malik, Secretario del Departamento de Literatura y Educación básica No formal | Programa Educación y Destrezas vocacionales en adultos                                                                              | Pakistán                        |
| 2010 | Centro por la Educación No Formal                                                             | Campaña Nacional por la Literatura                                                                                                  | Nepal                           |
| 2010 | Gobernación de Ismailia                                                                       | Mujeres por las familias | Egipto                          |
| 2010 | The Coalition of Women Farmers COWFA                                                          | Proyecto Derechos de la mujer por la tierra WOLAR                                                                                   | Malaui                          |
| 2009 | SERVE Afghanistan                                                                             | Proyecto Hacia el desarrollo del Lenguaje Pashai                                                                                    | Afganistán                      |
| 2009 | Coordinación del Consejo municipal de Literatura, municipio de Agoo                           | Programa Educación Continua y Aprendizaje a largo plazo                                                                             | Filipinas                       |
| 2009 | Ministerio de Educación del Reino de Bután                                                    | Programa Educación Continua y No formal                                                                                             | Bután                           |
| 2008 | Adult and Non-Formal Education Association ANFEAE                                             | NA | Etiopía                         |
| 2008 | Operation Upgrade                                                                             | | Sudáfrica                       |
| 2007 | Family Re-orientation Education and Empowerment FREE                                          | | Nigeria                         |
| 2007 | Reach Out and Read                                                                            | | Estados Unidos                  |
| 2006 | Ministry of National Education of the Kingdom of Morocco                                      | | Marruecos                       |
| 2006 | Directorate of Literacy and Continuing Education of Rajastan                                  | | India                           |